# Telegrama de la Ems

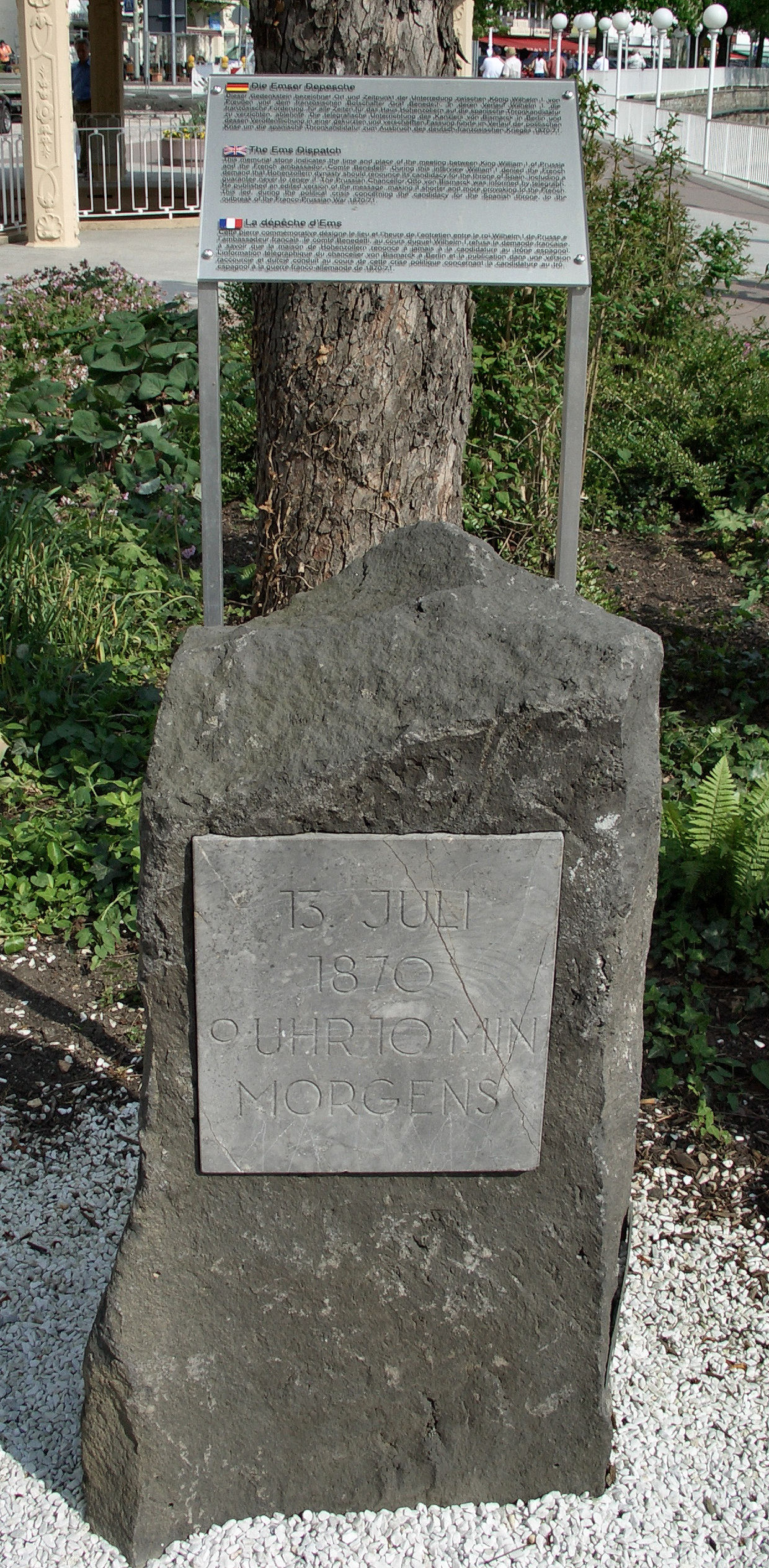
Monument comemorativ al depeșei de la Bad Ems din 13 iulie 1870, al întâlnirii dintre Regele Wilhelm al Prusiei și ambasadorul Franței

Telegrama de la Ems, denumită și „Depeșa de  la Ems” este o telegramă internă a conducerii  Confederației Germane de Nord din data de 13 Iulie 1870 adresată cancelarului Bismark de către consilierul Heinrich Abeken. Acesta relatează despre incidentul de pe promenada stațiunii Bad Ems unde ambasadorul Franței a prezentat regelui Wilhelm al Prusiei pretențiile împăratului Napoleon al III-lea al Franței cu privire la succesiunea tronului Spaniei. În urma refuzului clar al lui Wilhelm, Bismark a relatat imediat presei despre presiunile făcute asupra regelui, lucru care Napoleon l-a folosit ca pretext pentru a declara război Prusiei în data de 19 iulie 1870.

## Contextul istoric
În războiul austro-prusac, în data de 3 Iulie 1866,  Prusia câștigă bătălia finală de la  Königgrätz (Sadova). Austria este exclusă din Confederația Germană care ulterior se desființează, iar Prusia își mărește influența unindu-se cu toate teritoriile din nord formând Confederația Germană de Nord. Franța pierde din infleunța sa în centrul Europei, la granița de est capătă un vecin mult mai puternic decât Conferderația Germană care era mai mult o uniune economică.
În 1868, ca urmare a revoluției spaniole „La Gloriosa”, Isabela a II-a de Bourbon, regina Spaniei din familia dinastică franceză, aliata lui Napoleon III, este detronată și exilată în Franța.
În presa spaniolă dar și internațională circula zvonul intenției guvernului spaniol de a-l propune candidat la tronul Spaniei pe prințul Leopold de Hohenzollern-Sigmaringen, văr al regelui Wilhelm al Prusiei, frate al regelui Carol I al României şi tată al viitorului rege Ferdinand I al României. În decembrie 1868, prințul Karl Anton de Hohenzollern, tatăl fraților Leopold și Carol al României, i-a scris fiului său Carol la București că el și Leopold  nu știau nimic despre această candidatură, și că el nu l-ar sfătui niciodată pe Leopold să o primească mai ales că Franța nu ar accepta un Hohenzollern și la Madrid.
În data de 4 iulie 1870 guvernul provizoriu spaniol îi propune prințului Leopold să accepte tronul vacant al Spaniei. Prințul Leopold acceptă oferta spre indignarea opiniei publice franceze care vedea în acest gest o refacere a imperiului lui Carol Quintul. Leopold fiind căsătorit cu o prințesă portugheză, era posibilă o unire a statelor iberice care ar fi intrat astfel în sfera de influență a Prusiei. Italia dorea și ea o Spanie mai puternică care să fie îndreptată împotriva dorinței Franței de a redeveni o mare putere. Pe de altă parte, Marea Britanie, Rusia și Austria erau în expectativă și încercau să mențină pacea.
Presa franceză, controlată de opoziție, a folosit prilejul pentru a acuza diplomația franceză de pasivitate, iar cercurile republicane au început să critice regimul lui Napoleon. Într-un discurs în camera deputaților din 6 iulie 1870, ministrul de externe Agenor duce de Gramont a susținut că dacă prințul Leopold va câștiga tronul Spaniei atunci „vom ști și ne vom face datoria fără slăbiciune și ezitare”. Napoleon s-a văzut nevoit să încerce o refacere a poziției Franței și o stabilizare a regimului imperial amenințând Prusia cu războiul în cazul încoronării lui Leopold ca rege al Spaniei.
În urma protestelor Franței și pentru evitara conflictului, la sfatul regelui Wilhelm, prințul Leopold renunță la candidatură în data de 12 Iulie. Acest lucru a fost interpretat de Napoleon ca o înfrângere diplomatică pentru Prusia.

## Pe promenada stațiunii Bad Ems
Deși retragerea candidaturii lui Leopold a reprezentat o victorie pentru Franța, cercurile radicale din jurul lui Napoleon, susținute și de împărăteasa Eugenia, soția sa, hotărâte oricum să pornescă un război împotriva Prusiei, au încercat să obțină și mai mult din partea lui Wilhelm. Napoleon și ministrul francez de externe Agenor duce de Gramont îl trimit la Bad Ems pe Benedetti, ambasadorul Franței, pentru a-i cere regelui Wilhelm să promită că Prusia nu va mai accepta niciodată în viitor ca la tronul Spaniei să candideze vreun prinț din dinastia Hohenzollern.
În data de 13 iulie, fără a respecta protocolul, Benedetti îl acostează pe regele Wilhelm care se afla la plimbare pe promenada stațiunii Ems și îi transmite verbal pretenția lui Napoleon. Ținând seama că prințul Leopold anunțase deja, la Paris și Madrid, în mod oficial retragerea candidaturii, evident că refuză un asemenea angajament à tout jamais. Informat de către Wilhelm, Heinrich Abeken, consilierul lui Bismark din ministerul de externe, îi transmite imediat acestuia descrierea incidentului prin intermediul unei depeșe telegrafice. Primind libertatea din partea Regelui de informa presa, Bismark transmite în aceeași zi un mesaj presei despre incidentul diplomatic dar și despre refuzul regelui de ai mai acorda ambasadorului francez vreo audiență.
Textul trimis presei de cancelar este un rezumat propriu folosind în parte cuvintele depeșei trimise de Abeken din care a eliminat câteva fraze ale lui Wilhelm, dar este o redare clară a conținutului.
Contrar părerii multora, Bismark nu a pregătit nimic dinainte, ca politician bun și-a păstrat diverse opțiuni în funcție de situație. Momentul oportun i s-a oferit și a publicat textul fiind sigur că va stârni valuri de emoții.. În cercurile sale își asigura prietenii că textul dat presei „va avea efectul unei cârpe roșii asupra taurului galic”.

## Textele telegramelor

### Mesajul lui Abeken către Bismark
Ems, 13 iulie 1870.
Majestatea Sa Regele îmi scrie:
„Contele Benedetti, m-a interceptat pe promenadă pentru a-mi cere, într-un mod foarte intruziv, să-l autorizez să telegrafieze imediat că mă angajez ca în toți anii viitori să nu-mi mai dau niciodată acordul ca vreun Hohenzollern să mai accepte tronul Spaniei. L-am respins destul de ferm la final, pentru că nici nu-mi permiteam și nici nu puteam accepta un asemenea angajament à tout jamais. Bineînțeles că i-am spus că nu primisem încă nimic, iar pentru că el a fost anunțat prin Paris și Madrid mai devreme decât mine, probabil că își dă seama că guvernul meu este în afara acestui joc.”
Maiestatea Sa a primit ulterior o scrisoare de la prinț. Întrucât Maiestatea Sa i-a spus contelui Benedetti că așteaptă vești de la prinț, Maiestatea Sa a hotărât, ținând cont atât de pretenția inacceptabilă de mai sus, cât și de părerea contelui Eulenburg și a mea, să nu-l mai primească pe contele Benedetti, ci doar să-i spună prin intermediul unui adjutant că Maiestatea Sa a primit acum confirmarea de la prinț a veștii pe care Benedetti o primise deja de la Paris și nu mai are nimic de spus ambasadorului.
Majestatea Sa lasă în seama Excelenței Voastre dacă noua cerere a lui Benedetti și respingerea ei nu ar trebui comunicate imediat ambasadorilor noștri și presei.
Abeken

### Textul dat presei de Bismark
Berlin, 13 iulie 1870
„După ce renunțarea prințului la candidatură a fost comunicată guvernului imperial francez de guvernul regal spaniol, ambasadorul francez la Bad Ems a mai făcut o cerere Maiestății Sale pentru a fi autorizat să telegrafieze la Paris că Maiestatea Sa Regele se angajează ca în viitor să nu-și mai dea niciodată consimțământul ca vreun Hohenzollern să mai candideze la tronul Spaniei.
Maiestatea Sa Regele a refuzat iar apoi n-a mai dorit să-l primească pe ambasador și l-a informat prin adjutantul său că nu mai avea să-i facă nici o comunicare.”

## Traducerea eronată în franceză
În traducerea franceză a agenției Havas, cuvântul german Adjutant care se referă la un ofițer de rang înalt, a fost tradus greșit. În loc de a fi tradus cu aide de camp, adică un asistent cu rang înalt a unui om de stat, a fost tradus cu adjutant, însemnând în franceză un ofițer inferior. Acest lucru a dus la presupunerea că regele Prusiei l-ar fi insultat în mod deliberat pe ambasadorul francez că nu are un ofițer de rang superior care să-i ducă mesajul. Această versiune tipărită de majoritatea ziarelor, care s-a întâmplat să fie tocmai pe 14 iulie, ziua națională a Franței, a dat tonul indignării publice franceze. În Paris s-au adunat mulțimile pentru a cere război contra Prusiei.

## Consecințe și concluzii
Telegrama de la Ems și mesajul cancelarului dat ulterior presei au fost mai degrabă irelevante pentru declarația de război franceză, Napoleon se hotărâse deja să intre în război pentru a-și stabiliza regimul.
Napoleon și ministrul lui de externe, Agenor duce de Gramont, au fost în mare măsură responsabili pentru erorile Franței în negocierile cu Prusia, rezultate din candidatura prințului Leopold pentru tronul Spaniei. Atitudinea lor beligerantă a împins Franța în izolare și într-un război fără a fi pregătită militar
În data de 19 iulie Franța a declarat război Prusiei fiind convinsă că va câștiga. Napoleon nu s-a așteptat ca statele germane din sud să se alieze cu Prusia. Dar depeșa din Bad Ems a dus la trezirea sentimentului național al germanilor, Prusia nu mai era izolată, diferendele cu statele germane din sud au fost eliminate. Toate statele germane, din nord și din sud, au luptat împreună contra agresiunii Franței care în data de 2 august invadează primele teritorii germane. 
Numai o lună mai târziu, în data de 2 septembrie, în bătălia de la Sedan Franța capitulează iar Napoleon este luat prizonier împreună cu 104.000 de soldați. Războiul s-a încheiat oficial în data de 10 mai 1871 prin tratatul de la Frankfurt. A fost o înfrângere umilitoare a Franței cu 139.000 de morți de partea franceză dar și 40.000 morți de partea germană.
Franța devine republică iar Napoleon este exilat în Anglia. Franța retrocedează statelor germane Alsacia și o parte din Lorena (teritorii germane anexate de Franța în urma Războiului de 30 de ani și ulterior în secolul XVIII prin alungarea a zeci de mii de germani, o mare parte din ei refugiați în Banat).
În data de 18 ianuarie 1871 toate statele germane din fosta Conferderație Germană cu excepția Austriei, împreună cu Alsacia și parte a Lorenei, se unesc pentru prima oară în istorie formând Imperiul German sub conducerea împăratului Wilhelm I al Germaniei.